# Вайомінг (Пенсільванія)
Вайомінг (англ. Wyoming) — місто (англ. borough) в США, в окрузі Лузерн штату Пенсільванія. Населення — 3102 особи (2020).

## Географія
Вайомінг розташований за координатами 41°18′20″ пн. ш. 75°50′34″ зх. д. / 41.30556° пн. ш. 75.84278° зх. д. (41.305677, -75.842886).  За даними Бюро перепису населення США в 2010 році місто мало площу 4,10 км², з яких 3,72 км² — суходіл та 0,38 км² — водойми.

## Демографія
Згідно з переписом 2010 року, у селищі мешкали 3073 особи в 1452 домогосподарствах у складі 795 родин. Густота населення становила 749 осіб/км².  Було 1567 помешкань (382/км²).
Расовий склад населення:
| - 97,3 % — білих - 0,8 % — чорних або афроамериканців - 0,5 % — азіатів - 0,3 % — корінних американців - 0,1 % — вихідців з тихоокеанських островів |

До двох чи більше рас належало 0,9 %. Частка іспаномовних становила 0,9 % від усіх жителів.
За віковим діапазоном населення розподілялося таким чином: 18,6 % — особи молодші 18 років, 59,0 % — особи у віці 18—64 років, 22,4 % — особи у віці 65 років та старші. Медіана віку мешканця становила 44,9 року. На 100 осіб жіночої статі у селищі припадало 85,6 чоловіків;  на 100 жінок у віці від 18 років та старших — 82,4 чоловіків також старших 18 років.
Середній дохід на одне домашнє господарство  становив 68 804 долари США (медіана — 48 125), а середній дохід на одну сім'ю — 91 563 долари (медіана — 74 375). Медіана доходів становила 54 750 доларів для чоловіків та 38 571 долар для жінок. За межею бідності перебувало 12,9 % осіб, у тому числі 30,3 % дітей у віці до 18 років та 12,9 % осіб у віці 65 років та старших.
Цивільне працевлаштоване населення становило 1702 особи. Основні галузі зайнятості: освіта, охорона здоров'я та соціальна допомога — 24,4 %, виробництво — 14,0 %, роздрібна торгівля — 13,3 %.